# Alexandre Stockler
Alexandre Stockler Pinto de Menezes (Campanha, 4 de setembro de 1860 – 2 de junho de 1934) foi um médico e político brasileiro. Estudou humanas e ensinou matemática na cidade de São Paulo. Em 1880 entrou na faculdade de medicina no Rio de Janeiro, formando-se em 1887. Autor da tese que tem como tema a responsabilidade legal do alienados, que é citada até os dias atuias em pesquisas acadêmicas da área da psicologia e medicina, tese essa disponível no acervo digital da Univerdade Federal do Rio de Janeiro.  Além da medicina, também fez estudos preparatórios em São Paulo anexo à Faculdade de Direito de 1878-1881. Na academia prestou homenagens ao Dr. Freire cujos estudos na área de microbiologia foram reconhecidos por cientistas franceses, realizando uma sessão solene no Theatro Pedro II, sessão que ele próprio presidiu. Simpatizante de ideias republicanas, militou muito para disseminar suas ideias, fundando clubes voltados à divulgação das ideias republicanas. Teve mandatos na Câmara dos Deputados, como deputado federal de Minas Gerais.. 